# توريق

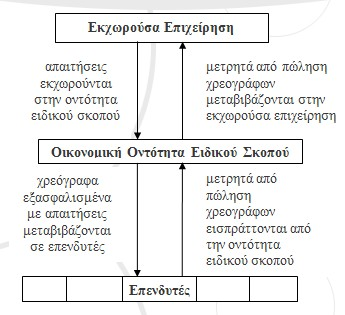
مخطط توريق

التوريق هو عملية مالية يتم فيها إصدار صكوك تحمل قيمة أصول تدر عائد وتباع بعد ذلك إلى المستثمرين.
التوريق هو ممارسة المالية تقوم على تجميع أنواع مختلفة من الديون التعاقدية، مثل الرهون العقارية السكنية، والرهون العقارية التجارية، وقروض السيارات، أو التزامات ديون بطاقات الائتمان، وبيع الديون الموحدة كأوراق مالية تمريرية، أو التزام الرهن العقاري المضمونة (المكمل ) لمختلف المستثمرين . يتم دفع النقدية التي تم جمعها من الأدوات المالية التي يقوم عليها الأمن إلى مختلف المستثمرين الذين لديهم المال مقدما ل هذا الحق . وتسمى الأوراق المالية المدعومة من الرهن العقاري السكني المستحقات الأوراق المالية المدعومة بالرهن العقاري السكني ( RMBS ) ، في حين أن تلك المدعومة من قبل أنواع أخرى من المستحقات هي الأوراق المالية المدعومة بالأصول ( ABS ) . [1 ]
يمكن التوريق توفر العديد من المزايا، مثل انخفاض تكلفة رأس المال، وتنويع بالنسبة للمستثمرين، وتعزيز السيولة وغيرها. [2 ] ومع ذلك، فقد اقترح النقاد أن التعقيد الكامن في التوريق يمكن أن تحد من قدرة المستثمرين على رصد المخاطر، وأن الأسواق التوريق تنافسية مع securitizers متعددة قد تكون عرضة لانخفاضات حادة في معايير الاكتتاب بشكل خاص. ويعتقد الخاص، تنافسية التوريق العقاري قد لعبت دورا هاما في أزمة الرهن العقاري في الولايات المتحدة. [ 3 ]
وبالإضافة إلى ذلك، يمكن لل علاج خارج الميزانية العمومية لل توريق جنبا إلى جنب مع ضمانات من المصدر لتجنب إخفاء مدى النفوذ شركة التوريق، وبالتالي تيسير هياكل رأس المال محفوفة بالمخاطر وتؤدي إلى التفريط في تقدير حجم مخاطر الائتمان. ويعتقد أن التوريق خارج الميزانية العمومية لعبت دورا كبيرا في مستوى ضغط عال من المؤسسات المالية في الولايات المتحدة قبل الأزمة المالية والحاجة إلى عمليات الإنقاذ . [ 4 ]
وتحبذ مجموعات من الأصول إلى أوراق مالية تخفف من مخاطر الائتمان للمقترضين من الأفراد . خلافا ل ديون الشركات العامة، ومن المقرر غير ثابتة للتغيرات في التقلبات التي هي الوقت والتي تعتمد على بنية نوعية الائتمان الديون إلى أوراق مالية . إذا تم هيكلة الصفقة بشكل صحيح وتجمع ينفذ كما هو متوقع، ومخاطر الائتمان من جميع الشرائح من الديون المهيكلة يحسن، وإذا كان منظم بشكل غير صحيح، قد تواجه الشرائح المتضررة تدهور الائتمان درامية وفقدان [ 5 ] .
وقد تطور التوريق من بدايات تجريبية في أواخر 1970s إلى ما يقدر بنحو المعلقة 10240000000000 دولار في الولايات المتحدة و 2.25 تريليون دولار في أوروبا اعتبارا من الربع 2 من عام 2008 . في عام 2007 ، بلغت إصدار ABS ل 3455000000000 دولار في الولايات المتحدة و 652 مليار دولار في أوروبا . [ 6 ] ترتيبات التوريق الجامع الأعمال ( WBS )، الذي الدائنين كبار من الأعمال التجارية المعسر كسب الفعالة للحق في السيطرة على الشركة، ظهرت للمرة الأولى في المملكة المتحدة في 1990s، وأصبحت شائعة في مختلف النظم القانونية الكومنولث . [7 ]